# Grand Rapids (Manitoba)
Il villaggio di Grand Rapids si trova nella provincia canadese del Manitoba, sulla sponda nord-occidentale del Lago Winnipeg, alla foce del fiume Saskatchewan. Nel 2006 contava 336 abitanti. 
Come il nome suggerisce, il fiume affronta in questo tratto un notevole dislivello. Recentemente, è stata costruita una grande centrale idroelettrica per sfruttare questa risorsa. Cedar Lake, a breve distanza a monte del fiume costituisce una riserva idrica naturale per l'impianto.
L'abitato di Fort Bourbon fu eretto in questa zona. Nel 1894 un incendio distrusse parecchi edifici del porto lacustre di Grand Rapids.